# ActuaLitté
Pour l’article ayant un titre homophone, voir Actualité.
ActuaLitté est un magazine littéraire créé en février 2008 et diffusé sur Internet. Cette publication couvre tous les domaines de l’édition et du livre, avec une spécialisation dans les questions liées au numérique. L'équipe d'ActuaLitté compte[Quand ?] sept rédacteurs permanents dont le cofondateur et directeur de la publication Nicolas Gary, quatre chroniqueuses et des rédacteurs occasionnels, qui publient une trentaine d'articles quotidiennement.

## Histoire
ActuaLitté est créé en février 2008 par un groupe de quatre amis. Le site est mis en ligne avec un mois et demi de contenu, ce qui permet de l'alimenter immédiatement. L'équipe des rédacteurs compte alors un journaliste, un web-journaliste, un professeur de lettres et une bibliothécaire. Le site est rentabilisé dès l'année de son lancement et devient une société en 2009.
Dès 2010, ActuaLitté devient le premier magazine littéraire disponible sur iPhone, grâce à son application mobile iOS. En mars de la même année, un partenariat est signé avec la plate-forme d'autoédition Unibook, pour « donner plus de visibilité aux auteurs autoédités ».
En juin 2011, le site fédère plusieurs acteurs du livre qui s’opposent au renommage d'une partie de la rue Sébastien-Bottin, à Paris, en rue Gaston Gallimard. Ils voient dans cette action réalisée au profit des éditions Gallimard le symbole d'une « vision archaïque de l'édition ». En septembre 2011, ActuaLitté s'associe à une vingtaine d’éditeurs et d'acteurs du numérique autour d'un site consacré à l'actualité du livre numérique, pour la rentrée littéraire. En décembre, le magazine conclut un partenariat avec Google Livres, pour la création d’une bibliothèque de téléchargements d'œuvres du domaine public,,,.
En février 2012, ActuaLitté conclut un partenariat avec Decitre pour ouvrir un espace librairie, comprenant un million de titres,.
En février 2013, à l'occasion de ses cinq ans, ActuaLitté rachète Les Histoires sans fin, site web de littérature jeunesse fondé par Fred Ricou,,. En août, ActuaLitté s'associe au projet Bradbury, sur une idée du célèbre écrivain qui conseillait aux jeunes auteurs d'écrire une nouvelle par semaine pendant un an. L'objectif est de mettre les 52 nouvelles de Neil Jomunsi en ligne sur 52 semaines.
Avec Chapitre.com, ActuaLitté est à l'origine de la plate-forme Premiers Chapitres, permettant de lire gratuitement des extraits d'ouvrages avant un éventuel achat. ActuaLitté est partenaire des Éditions du Net pour l'organisation de la Journée du manuscrit francophone.
Début 2014, ActuaLitté conclut un partenariat avec la première académie littéraire filmée en France, l'académie Balzac. Le site relaie notamment les informations sur la préparation de cette émission de téléréalité.

## Présentation
ActuaLitté s’est défini à l’origine comme une « page de caractères », abordant tous les sujets liés au monde du livre. Il compte cinq rubriques : monde de l'édition ; lecture numérique ; BD, manga et comics ; culture arts et lettres et enfin patrimoine et éducation. Tous les pans de l'industrie du livre sont traités, aussi bien l'édition que les librairies, les bibliothèques, les auteurs et les manifestations. ActuaLitté s’est spécialisé avec le temps dans les enjeux du développement numérique et de la dématérialisation des livres. Les Échos le décrit comme un site « au ton provocateur », dont les articles contiennent des « piques régulières », ajoutant qu'« il s'est fait une vraie place sur le créneau de l'information dans le monde de l'édition. » Certains articles sont proposés sous une licence Creative Commons.

### Trafic et lectorat
Le site attire, en 2010, environ 9 500 à 11 000 visiteurs uniques chaque jour, avec une équipe de sept rédacteurs, qui mettent le site à jour quotidiennement. Avec une trentaine d’articles quotidiens, le site Publishing Perspective les décrit comme « le site qui ne dort jamais ».
Début 2013, ActuaLitté attire 550 000 visiteurs uniques chaque mois selon Les Échos, un trafic monté à 650 000 début 2014. La ministre de la Culture du gouvernement Hollande, Aurélie Filippetti, le cite régulièrement parmi ses sources d'information. D'après les statistiques de 2012, les lecteurs d'ActuaLitté sont à 57 % des femmes et la lettre d'information est lue à 60 % par des professionnels du livre. La publicité génère 15 à 20 % du chiffre d'affaires.

### Équipe
L'équipe d'ActuaLitté se compose de sept rédacteurs permanents, dont le gérant et directeur de la publication Nicolas Gary, et quatre chroniqueuses[Quand ?]. Le site fait également appel à des rédacteurs occasionnels.